# ニャン・ウィン
ニャン・ウィン（Nyan Win, 1953年1月22日 - ）は、ミャンマーの政治家。2004年から2011年までミャンマーの外務大臣を務めた。

## 経歴
- 1973年: ビルマ（現ミャンマー）国軍士官学校卒業
- 1988年: インド国防大学校卒業
- 2001年: 国防大学卒業（文学修士）
- 2001年: ミャンマー指揮幕僚大学学校長
- 2003年: ミャンマー国軍省訓練局次長
- 2004年: ミャンマー外務大臣

## 日本との関係
2007年9月にミャンマー国内で起きた反政府デモの撮影をしていた長井健司が兵士に撃たれて死亡したことについて高村正彦外務大臣と会談した際、陳謝している。その直後に行われた国連総会での演説では反政府デモの弾圧は一部の大国の影響を受けた政治的日和見主義者たちに責任があるといった趣旨の演説を行っている。